# Зинин, Сергей Иванович
Серге́й Ива́нович Зи́нин (5 декабря 1935 — 4 апреля 2013) — советский и российский лингвист, заведующий кафедрой филологического факультета ТашГУ, заведующий отделом русского языка Института языка и литературы Академии наук Узбекистана, депутат Верховного Совета Узбекистана и Олий Мажлиса Узбекистана. В 1994—2002 годах директор Русского культурного центра Узбекистана (Ташкент). Член Международного есенинского общества «Радуница». Один из создателей Музея Сергея Есенина в Ташкенте.

## Биография
Сергей Иванович Зинин родился 5 декабря 1935 года в городе Чирчике Ташкентской области Узбекистана. После смерти родителей воспитывался своим дедом по материнской линии — Берковым Алексеем Ефремовичем.
В 1957 году после службы в армии С. Зинин поступил на филологический факультет САГУ. После окончания с отличием университета он был приглашён для преподавательской деятельности на кафедре русского языкознания филологического факультета Ташкентского университета. Окончил аспирантуру, защитил кандидатскую диссертацию по вопросам исторической ономастики, прошел путь от рядового преподавателя до заведующего кафедрой. В 1970 году после защиты кандидатской диссертацию получил звание доцента, в дальнейшем возглавил кафедры истории и диалектологии русского языка и межфакультетскую кафедру русского языка.
Сергей Иванович Зинин - автор ряда учебных пособий по русскому языку для вузов и школ республики, им было опубликовано более ста научных статей по общему и русскому языкознанию, ономастике и библиографии. Чрезвычайно обширен диапазон исследований талантливого человека. С. И. Зинин писал о В. И. Дале, Е. Д. Поливанове, В. В. Решетове. Не до конца завершенной осталась докторская диссертация о поэтической ономастике Ф. М. Достоевского.
С 1986 по 1990 годы он являлся заведующим отделом русского языка Института языка и литературы Академии наук Узбекистана. В разные годы он представлял филологическую науку Узбекистана за рубежом, читая лекции в университетах Египта и Японии — сперва в Айншамский университет в Египет (1975—1976) и потом в университет Тенрико в Японию (1981—1982).
Высокий авторитет ученого позволил ему занять должность заведующего отделом русского языка Института языка и литературы Академии наук Узбекистана, где к его заслугам смело можно отнести активизацию работы социолингвистических исследований в нашей стране.
В первые же годы становления суверенного узбекского государства С. И. Зинин на общественных началах возглавил научно-методический совет по русскому языку Министерства народного образования страны. При его непосредственном участии, с учетом сложившихся социально-политических условий в республике, были составлены новые научно-практические документы и изданы учебные пособия по этому предмету.
Обретенный за долгие годы достаточно богатый опыт общественных отношений, успехи в научной и педагогической деятельности выводят С. И. Зинина на высокую государственную орбиту. В 1990 году был избран депутатом Верховного Совета Узбекской ССР — высшего законодательного органа страны.
В 1995 и 2000 годах он избирался в высший законодательный орган власти Узбекистана — республиканский Олий Мажли́с, стал заместителем председателя, а затем секретарем комитета по науке, образованию и культуре Олий Мажлиса Республики Узбекистан. Он принимал непосредственное участие в разработке Законов «О Государственных символах», «О Государственном языке», «Об общественных организациях» и ряда других важнейших для страны документов.
Его заслуги на этом поприще отмечены медалью «Шухрат».
Опыт работы созданного им университетского клуба книголюбов как нельзя кстати пришелся на тот период, когда С. И. Зинин стал во главе Добровольного общества книголюбов Узбекистана. Пропаганда книги тесно сочеталась с организацией тематических выставок книжных знаков, к созданию которых были привлечены самые видные деятели изобразительного искусства страны. Венцом этой работы стал выпуск им уникальной мини-книги «Экслибрисы художников Узбекистана». С. И. Зинин собрал уникальную коллекцию есенинских экслибрисов, написал ряд статей на эту тему.
В 2009 году награждён Почётной грамотой Правительственной комиссии по делам соотечественников за рубежом.
В 2012 году Сергей Иванович Зинин переехал на постоянное место жительства в город Егорьевск Московской области по семейным обстоятельствам.
Скончался 3 апреля 2013 г. в городе Егорьевске Московской области после тяжелой продолжительной болезни. Он завещал кремировать и похоронить свой прах в Ташкенте, рядом с могилой отца на Боткинском кладбище. 3 мая этого же года Ташкент простился с Сергеем Ивановичем Зининым — видным представителем русской общины Узбекистана.

### Работа в Русском культурном центре Ташкента
С. И. Зинин принял участие в создании и с 1994 по 2002 годы возглавлял Русский культурный центр Узбекистана, работа которого была направлена на сохранение и развитие русской культуры и традиций и русского языка в Узбекистане. Он лично принимал участие в создании русских культурных центров в областных городах Узбекистана в местах компактного проживания русскоязычного населения. В Узбекистане сегодня действует 23 подразделения Республиканского Русского культурного центра.

## Исследования творчества Сергея Есенина и его окружения
Увлекаясь со студенческих лет творчеством Сергея Есенина Сергей Иванович Зинин собрал сотни изданий произведений русского поэта на русском и других языках, монографии, журнальные и газетные публикации о творчестве Есенина.
С. И. Зинин — один из создателей в Узбекистане Государственного литературного музея Сергея Есенина.
Член международного есенинского общества «Радуница», руководитель его отделения в Узбекистане. Участник Международных есенинских конференций в Москве-Рязани-Константиново Институтом мировой литературы им. А. М. Горького РАН и Правительством Рязанской области.
Им в течение многих лет исследовались все обстоятельства поездки Сергея Есенина в Ташкент и Самарканд в мае 1921 года. Автор подробного исследования о пребывании Сергея Есенина в Средней Азии и Ташкенте в мае 1921 года. В 2003 году С. И. Зинин написал монографию «Поездка Сергея Есенина в Туркестан». Он писал о долгие годы жившей в Ташкенте дочери Сергея Александровича журналистке и писательнице Татьяне.
В Москве были изданы книги «Неизвестный С. А. Есенин. В плену у Г. А. Бениславской», «Сергей Есенин и Софья Толстая».
Им составлена наиболее полная библиографию произведений и публикаций о Сергее Есенине в республиканской и местной печати Узбекистана и Ташкента.
Много лет он собирал и публиковал материалы под общим названием «Сергей Есенин и его окружение», в которой предполагалось дать сведения о всех лицах, которые непосредственно или опосредованно были связаны с жизнью и творчеством русского поэта до 1940 года.
Особое внимание среди есенинского окружения С. И. Зинин уделял поэту Александру Ширяевцу. Он посвятил ему несколько статей, в частности, «Поэт Александр Васильевич Ширяевец» в сборнике «Россияне в Узбекистане» в Ташкенте, 2008 году.
Итогом многолетних исследований жизни и творчества близкого друга Сергея Есенина Александра Ширяевца, рожденного на Волге, но семнадцать лет прожившего в Туркестане, стала книга «Александр Ширяевец — поэт Российский и Туркестанский»: документально-биографический очерк". Она увидела свет уже после смерти автора в 2013 году в Ташкенте.
С 1992 года в Ташкенте по инициативе С. И. Зинина по заказу Совета Музея Есенина в Ташкенте издаются специальные выпуски «Мир Есенина»,.
Знавшие Сергея Ивановича Зинина люди, как правило, восторгались собранной им библиотекой, в полной мере отражающей его многогранную личность. Значительная часть его есенинской коллекции была им передана в ташкентский музей Сергея Есенина.